# Росоховатец (Купчинецкая сельская община)
Росоховатец (укр. Росохуватець) — село в Купчинецкой сельской общине Тернопольского района Тернопольской области Украины.
До 2020 года входило в Козовский район.
Код КОАТУУ — 6123084002. Население по данным 2022 года составляло 351 человек.

## Географическое положение
Село Росоховатец находится на берегу реки Студенка,
выше по течению на расстоянии в 3 км расположено село Золотая Слобода.
На расстоянии в 1,5 км расположено село Ишков.

## История
- 1559 год — первое упоминание как о селе Росыще.

## Объекты социальной сферы
- Клуб.
- Фельдшерско-акушерский пункт.

## Известные уроженцы
- Струхманчук, Яков Михайлович (1884—1937) — украинский художник, график.